# Witold Charatonik
Witold Charatonik (ur. 15 stycznia 1966 we Wrocławiu) – polski matematyk zajmujący się logiką w informatyce; profesor Uniwersytetu Wrocławskiego oraz prodziekan ds. dydaktyki informatyki Wydziału Matematyki i Informatyki w latach 2005–2008. Pracownik Instytutu Informatyki im. Maxa Plancka w Saarbrücken w latach 1997–2002.

## Życiorys
Absolwent III Liceum Ogólnokształcącego we Wrocławiu.
Obronił pracę doktorską Więzy mnogościowe w pewnych teoriach równościowych (1995) w Instytucie Matematycznym PAN oraz habilitacyjną Więzy mnogościowe (2003) na Uniwersytecie Wrocławskim.
29 czerwca 2012 odebrał nominację profesorską.